# Eurytoma afra
Eurytoma afra är en stekelart som beskrevs av Karl Henrik Boheman 1836. Eurytoma afra ingår i släktet Eurytoma och familjen kragglanssteklar. Arten är reproducerande i Sverige. Inga underarter finns listade i Catalogue of Life.